# Csan Jung-zsan
Csan Jung-zsan (egyszerűsített kínai írással: 詹詠然, pinjin: Zhān Yǒng Rán, Wade–Giles: Chan Yung-jan) (2018-tól Latisha Chan néven versenyez) Tajpej (Taibei), 1989. augusztus 17. –) tajvani hivatásos teniszezőnő, olimpikon, párosban és vegyes párosban négyszeres Grand Slam-tornagyőztes, párosban junior Grand Slam-tornagyőztes, az ITF páros világbajnoka (2017), korábbi páros világelső.
2004-ben kezdte profi pályafutását, eddig 32 páros WTA-győzelmet aratott, emellett két WTA 125K-, valamint tizenhét egyéni és tizennyolc páros ITF-tornát tudott megnyerni. 2004-ben a juniorok között párosban megnyerte az Australian Open a kínai Szun Seng-nan (Sun Shengnan) oldalán. 2004. májusban a kombinált junior világranglistán a 2. helyen állt.
A felnőtt mezőnyben a Grand Slam-tornákon a legjobb eredményeit párosban érte el, Martina Hingis párjaként győzött a 2017-es US Openen, és döntőt játszott a 2007-es és a 2015-ös Australian Openen, valamint a 2007-es US Openen. Vegyes párosban háromszoros Grand Slam-tornagyőztes, miután megnyerte a 2018-as és a 2019-es Roland Garros vegyes páros versenyét, valamint 2019-ben Wimbledonban is győzni tudott . Egyéniben a legjobb eredménye a 3. kör, amelybe a 2010-es US Openen, és a 2007-es Roland Garroson jutott.
Legjobb egyéni világranglista-helyezése egyéniben az ötvenedik volt, ezt 2007 júniusában érte el. Párosban 2017. október 23-tól világelső.
Tajvan képviseletében részt vett a 2008-as pekingi olimpia egyéni és páros versenyén, valamint a 2016-os riói olimpia páros versenyén. 2006 óta tagja Kína Fed-kupa-válogatottjának.
2017-ben párosban az ITF világbajnoka címet kapta meg.
Testvére Csan Hao-csing szintén hivatásos teniszező, közösen vele párosban több WTA-tornát is nyert. Eredményükkel a Williams-nővérek mögött a második legeredményesebb testvérpár párosban a WTA történetében.

## Junior Grand Slam-döntői

### Páros

#### Győzelmei (1)
| Év   | Bajnokság       | Borítás | Partner       | Ellenfél                            | Eredmény |
| ---- | --------------- | ------- | ------------- | ----------------------------------- | -------- |
| 2004 | Australian Open | Kemény  | Szun Seng-nan | Veronika Chvojková Nicole Vaidišová | 7–5, 6–3 |

## Grand Slam-döntői

### Páros

#### Győzelmei (1)
| Év   | Helyszín | Partner        | Ellenfelek a döntőben             | Eredmény a döntőben |
| 2017 | US Open  | Martina Hingis | Lucie Hradecká Kateřina Siniaková | 6–3, 6–2            |

#### Elveszített döntői (3)
| Év   | Helyszín        | Partner                            | Ellenfelek a döntőben                | Eredmény a döntőben |
| 2007 | Australian Open | Csuang Csia-zsung (Zhuang Jiarong) | Cara Black Liezel Huber              | 4–6, 7–6(4), 1–6    |
| 2007 | US Open         | Csuang Csia-zsung (Zhuang Jiarong) | Nathalie Dechy Gyinara Szafina       | 4–6, 2–6            |
| 2015 | Australian Open | Cseng Csie (Zheng Jie)             | Bethanie Mattek-Sands Lucie Šafářová | 4–6, 6–7(5)         |

### Vegyes páros

#### Győzelmei (3)
| Év   | Helyszín      | Partner    | Ellenfelek a döntőben             | Eredmény a döntőben |
| 2018 | Roland Garros | Ivan Dodig | Gabriela Dabrowski Mate Pavić     | 6–1, 6–7(5), [10–8] |
| 2019 | Roland Garros | Ivan Dodig | Gabriela Dabrowski Mate Pavić     | 6–1, 7–6(5)         |
| 2019 | Wimbledon     | Ivan Dodig | Jeļena Ostapenko Robert Lindstedt | 6–2, 6–3            |

#### Elveszített döntői (1)
| Év   | Helyszín        | Partner     | Ellenfelek a döntőben            | Eredmény a döntőben |
| 2011 | Australian Open | Paul Hanley | Katarina Srebotnik Daniel Nestor | 3–6, 6–3, [7–10]    |

## WTA-döntői

### Egyéni

#### Elveszített döntői (2)
| Összesítés           |                        |
| Grand Slam-torna (0) |                        |
| Tier I (0)           | Premier Mandatory* (0) |
| Tier II (0)          | Premier Five* (0)      |
| Tier III (0)         | Premier* (0)           |
| Tier IV (0)          | International* (0)     |
| Tier V (0)           | Challenger* (0)        |

* 2009-től megváltozott a tornák rendszere.
 Az egymás mellett azonos színnel jelölt tornatípusok között nincs teljes mértékű megfelelés.
|    | Dátum             | Torna                             | Borítás     | Ellenfél a döntőben | Eredmény      |
| 1. | 2007. október 14. | PTT Bangkok Open, Bangkok         | Kemény      | Flavia Pennetta     | 1–6, 3–6      |
| 2. | 2014. november 3. | OEC Taipei WTA Challenger, Tajpej | Szőnyeg (f) | Vitalija Gyjacsenko | 6–2, 2–6, 4–6 |

### Páros

#### Győzelmei (32)
| Összesítés           |                        |
| Grand Slam-torna (1) |                        |
| Tier I (1)           | Premier Mandatory* (3) |
| Tier II (1)          | Premier Five* (4)      |
| Tier III (3)         | Premier* (7)           |
| Tier IV (2)          | International* (10)    |
| Tier V (0)           | Challenger* (0)        |

|     | Dátum                | Torna                                                 | Borítás | Partner                            | Ellenfelek a döntőben                          | Eredmény a döntőben |
| 1.  | 2005. október 2.     | Hansol Korea Open Tennis Championships, Szöul         | Kemény  | Csuang Csia-zsung (Zhuang Jiarong) | Jill Craybas Natalie Grandin                   | 6–2, 6–4            |
| 2.  | 2007. február 18.    | Sony Ericsson International, Bengaluru                | Kemény  | Csuang Csia-zsung (Zhuang Jiarong) | Hszie Su-vej (Xiè Shúwéi) Alla Kudrjavceva     | 6–7(4), 6–2, [11–9] |
| 3.  | 2007. június 17.     | DFS Classic, Birmingham                               | Fű      | Csuang Csia-zsung (Zhuang Jiarong) | Szun Tien-tien (Sun Tiantian) Meilen Tu        | 7–6(3), 6–3         |
| 4.  | 2007. június 23.     | Ordina Open, ’s-Hertogenbosch                         | Fű      | Csuang Csia-zsung (Zhuang Jiarong) | Anabel Medina Garrigues Virginia Ruano Pascual | 7–5, 6–2            |
| 5.  | 2008. február 10.    | Pattaya Women's Open, Pattaja                         | Kemény  | Csuang Csia-zsung (Zhuang Jiarong) | Hszie Su-vej (Xiè Shúwéi) Vania King           | 6–4, 6–3            |
| 6.  | 2008. május 18.      | Internazionali BNL d'Italia, Róma                     | Salak   | Csuang Csia-zsung (Zhuang Jiarong) | Iveta Benešová Janette Husárová                | 7–6(5), 6–3         |
| 7.  | 2008. július 27.     | East West Bank Classic, Los Angeles                   | Kemény  | Csuang Csia-zsung (Zhuang Jiarong) | Eva Hrdinová Vladimíra Uhlířová                | 2–6, 7–5, [10–4]    |
| 8.  | 2009. szeptember 27. | Hansol Korea Open, Szöul                              | Kemény  | Abigail Spears                     | Carly Gullickson Nicole Kriz                   | 6–3, 6–4            |
| 9.  | 2010. február 28.    | Malaysian Open, Kuala Lumpur                          | Kemény  | Cseng Csie (Zheng Jie)             | Anastasia Rodionova Arina Rogyionova           | 6–7(4), 6–2, [10–7] |
| 10. | 2013. január 5.      | Shenzhen Open, Sencsen, Kína                          | Kemény  | Csan Hao-csing                     | Irina Burjacsok Valerija Szolovjova            | 6–0, 7–5            |
| 11. | 2014. június 21.     | AEGON International, Eastbourne, Egyesült Királyság   | Fű      | Csan Hao-csing                     | Martina Hingis Flavia Pennetta                 | 6-3, 5-7, [10-7]    |
| 12. | 2015. február 15.    | Thailand Open, Pattaja, Thaiföld                      | Kemény  | Csan Hao-csing                     | Aojama Suko Tamarine Tanasugarn                | 2–6, 6–4, [10–3]    |
| 13. | 2015. augusztus 23.  | Western & Southern Open, Cincinnati, Egyesült Államok | Kemény  | Csan Hao-csing                     | Casey Dellacqua Jaroszlava Svedova             | 7–5, 6–4            |
| 14. | 2015. szeptember 19. | Japan Women's Open, Tokió, Japán                      | Kemény  | Csan Hao-csing                     | Nara Kurumi Doi Miszaki                        | 6–1, 6–2            |
| 15. | 2016. február 14.    | Taiwan Open, Kaohsziung, Tajpej                       | Kemény  | Csan Hao-csing                     | Hozumi Eri Kato Miju                           | 6–4, 6–3            |
| 16. | 2016. február 27.    | Qatar Total Open, Doha, Katar                         | Kemény  | Csan Hao-csing                     | Sara Errani Carla Suárez Navarro               | 6-3, 6-3            |
| 17. | 2016. október 16.    | Hong Kong Open, Hongkong                              | Kemény  | Csan Hao-csing                     | Naomi Broady Heather Watson                    | 6–3, 6–1            |
| 18. | 2017. február 5.     | Taiwan Open, Tajvan                                   | Kemény  | Csan Hao-csing                     | Lucie Hradecká Kateřina Siniaková              | 6–4, 6–2            |
| 19. | 2017. március 18.    | BNP Paribas Open, Indian Wells, USA                   | Kemény  | Martina Hingis                     | Lucie Hradecká Kateřina Siniaková              | 7–6(4), 6–2         |
| 20. | 2017. május 13.      | Mutua Madrid Open, Madrid, Spanyolország              | Salak   | Martina Hingis                     | Babos Tímea Andrea Hlaváčková                  | 6–4, 6–3            |
| 21. | 2017. május 21.      | Internazionali BNL d'Italia, Róma, Olaszország        | Salak   | Martina Hingis                     | Jekatyerina Makarova Jelena Vesznyina          | 7–5, 7–6(4)         |
| 22. | 2017. június 25.     | Mallorca Open, Mallorca, Spanyolország                | Fű      | Martina Hingis                     | Jelena Janković Anastasija Sevastova           | játék nélkül        |
| 23. | 2017. július 1.      | AEGON International, Eastbourne, Nagy-Britannia       | Fű      | Martina Hingis                     | Ashleigh Barty Casey Dellacqua                 | 6–3, 7–5            |
| 24. | 2017. augusztus 19.  | Western & Southern Open, Cincinnati, Egyesült Államok | Kemény  | Martina Hingis                     | Hszie Su-vej Monica Niculescu                  | 4–6, 6–4, [10–7]    |
| 25. | 2017. szeptember 10. | US Open, New York, Egyesült Államok                   | Kemény  | Martina Hingis                     | Lucie Hradecká Kateřina Siniaková              | 6–3, 6–2            |
| 26. | 2017. szeptember 30. | Wuhan Open, Vuhan, Kína                               | Kemény  | Martina Hingis                     | Aojama Súko Jang Csao-hszüan                   | 7–6(5), 3–6, [10–4] |
| 27. | 2017. október 8.     | China Open, Peking, Kína                              | Kemény  | Martina Hingis                     | Babos Tímea Andrea Hlaváčková                  | 6–1, 6–4            |
| 28. | 2018. augusztus 5.   | Silicon Valley Classic, San José, USA                 | Kemény  | Květa Peschke                      | Ljudmila Kicsenok Nagyija Kicsenok             | 6–4, 6–1            |
| 29. | 2019. január 12.     | Moorilla Hobart International, Hobart                 | Kemény  | Csan Hao-csing                     | Kirsten Flipkens Johanna Larsson               | 6–3, 3–6, [10–6]    |
| 30. | 2019. január 12.     | Qatar Total Open, Doha                                | Kemény  | Csan Hao-csing                     | Anna-Lena Grönefeld Demi Schuurs               | 6–1, 3–6, [10–6]    |
| 31. | 2019. június 29.     | Nature Valley Open, Eastbourne                        | Fű      | Csan Hao-csing                     | Kirsten Flipkens Bethanie Mattek-Sands         | 2–6, 6–3, [10–6]    |
| 32. | 2019. szeptember 21. | Toray Pan Pacific Open, Oszaka                        | Kemény  | Csan Hao-csing                     | Hszie Su-vej Hsieh Yu-chieh                    | 7–5, 7–5            |

#### Elveszített döntői (25)
|     | Dátum                | Torna                                                      | Borítás      | Partner                            | Ellenfelek a döntőben                                | Eredmény a döntőben    |
| 1.  | 2006. október 28.    | AIG Japan Open, Tokió                                      | Kemény       | Csuang Csia-zsung (Zhuang Jiarong) | Vania King Jelena Kostanić                           | 6–7(2), 7–5, 2–6       |
| 2.  | 2007. január 28.     | Australian Open, Melbourne                                 | Kemény       | Csuang Csia-zsung (Zhuang Jiarong) | Cara Black Liezel Huber                              | 4–6, 7–6(4), 1–6       |
| 3.  | 2007. február 11.    | Pattaya Open, Pattaja                                      | Kemény       | Csuang Csia-zsung (Zhuang Jiarong) | Nicole Pratt Mara Santangelo                         | 4–6, 6–7(4)            |
| 4.  | 2007. március 18.    | Pacific Life Open, Indian Wells                            | Kemény       | Csuang Csia-zsung (Zhuang Jiarong) | Lisa Raymond Samantha Stosur                         | 3–6, 5–7               |
| 5.  | 2007. szeptember 9.  | US Open, New York                                          | Kemény       | Csuang Csia-zsung (Zhuang Jiarong) | Nathalie Dechy Gyinara Szafina                       | 4–6, 2–6               |
| 6.  | 2007. május 26.      | Istanbul Cup, Isztambul                                    | Salak        | Szánija Mirza                      | Agnieszka Radwańska Urszula Radwańska                | 1–6, 3–6               |
| 7.  | 2007. október 7.     | Porsche Tennis Grand Prix, Stuttgart                       | Kemény (f)   | Gyinara Szafina                    | Květa Peschke Rennae Stubbs                          | 7–6(5), 6–7(4), [2–10] |
| 8.  | 2008. március 9.     | Canara Bank Bangalore Open, Bengaluru                      | Kemény       | Csuang Csia-zsung (Zhuang Jiarong) | Peng Suaj (Peng Shuai) Szun Tien-tien (Sun Tiantian) | 4–6, 7–5, [8–10]       |
| 9.  | 2008. május 24.      | Internationaux de Strasbourg, Strasbourg                   | Salak        | Csuang Csia-zsung (Zhuang Jiarong) | Tetyana Perebijnyisz Jen Ce (Yan Zi)                 | 4–6, 7–6(4), [6–10]    |
| 10. | 2009. augusztus 2.   | Bank of the West Classic, Stanford                         | Kemény       | Monica Niculescu                   | Serena Williams Venus Williams                       | 4–6, 1–6               |
| 11. | 2010. január 16.     | Moorilla Hobart International, Hobart                      | Kemény       | Monica Niculescu                   | Csuang Csia-zsung (Zhuang Jiarong) Květa Peschke     | 6–3, 3–6, [7–10]       |
| 12. | 2010. augusztus 1.   | Bank of the West Classic, Stanford                         | Kemény       | Cseng Csie (Zheng Jie)             | Lindsay Davenport Liezel Huber                       | 5–7, 7–6(8), [8–10]    |
| 13. | 2012. február 12.    | PTT Pattaya Open, Pattaja                                  | Kemény       | Csan Hao-csing (Zhān Hàoqíng)      | Szánija Mirza Anastasia Rodionova                    | 6–3, 1–6, [8–10]       |
| 14. | 2014. április 6.     | Family Circle Cup, Charleston, Egyesült Államok            | Salak (zöld) | Csan Hao-csing                     | Anabel Medina Garrigues Jaroszlava Svedova           | 6–7(4), 2–6            |
| 15. | 2014. április 10.    | Malaysian Open, Kuala Lumpur, Malajzia                     | Kemény       | Cseng Szaj-szaj                    | Babos Tímea Csan Hao-csing                           | 3-6, 4-6               |
| 16. | 2015. január 30.     | Australian Open, Melbourne, Ausztrália                     | Kemény       | Cseng Csie                         | Bethanie Mattek-Sands Lucie Šafářová                 | 4–6, 6–7(5)            |
| 17. | 2015. szeptember 26. | Toray Pan Pacific Open, Tokió, Japán                       | Kemény       | Csan Hao-csing                     | Garbiñe Muguruza Carla Suárez Navarro                | 5–7, 1–6               |
| 18. | 2015. október 10.    | China Open, Peking, Kína                                   | Kemény       | Csan Hao-csing                     | Martina Hingis Szánija Mirza                         | 7–6(9), 1–6, [8–10]    |
| 19. | 2016. június 25.     | AEGON International, Eastbourne, Egyesült Királyság        | Fű           | Csan Hao-csing                     | Darija Jurak Anastasia Rodionova                     | 7–5, 6–7(4), [6–10]    |
| 20. | 2017. május 27.      | Internationaux de Strasbourg, Strasbourg, Franciaország    | Kemény       | Csan Hao-csing                     | Ashleigh Barty Casey Dellacqua                       | 4–6, 2–6               |
| 21. | 2018. január 13.     | Apia International Sydney, Sydney                          | Kemény       | Andrea Sestini Hlaváčková          | Gabriela Dabrowski Hszü Ji-fan                       | 3–6, 1–6               |
| 22. | 2018. augusztus 12.  | Canadian Open, Montréal                                    | Kemény       | Jekatyerina Makarova               | Ashleigh Barty Demi Schuurs                          | 6–4, 3–6, [8–10]       |
| 23. | 2019. január 5.      | Brisbane International, Brisbane, Ausztrália               | Kemény       | Csan Hao-csing                     | Nicole Melichar Květa Peschke                        | 1–6, 1–6               |
| 24. | 2021. február 7.     | Gippsland Trophy, Melbourne, Ausztrália                    | Kemény       | Csan Hao-csing                     | Barbora Krejčíková Kateřina Siniaková                | 3–6, 6–7(4)            |
| 25. | 2023. február 25.    | Dubai Tennis Championships, Dubaj, Egyesült Arab Emírségek | Kemény       | Csan Hao-csing                     | Veronyika Kugyermetova Ljudmila Szamszonova          | 4–6, 7–6(4), [1–10]    |

## WTA 125K döntői: 3 (2–1)

### Egyéni: 1 (0–1)
| Eredmény | No. | Dátum             | Torna                             | Borítás     | Ellenfél a döntőben | Eredmény      |
| -------- | --- | ----------------- | --------------------------------- | ----------- | ------------------- | ------------- |
| Döntős   | 1.  | 2014. november 3. | OEC Taipei WTA Challenger, Tajpej | Szőnyeg (f) | Vitalija Gyjacsenko | 6–1, 2–6, 4–6 |

### Páros: 2 (2–0)
| Eredmény | No. | Dátum                | Torna                                          | Borítás    | Partner        | Ellenfelek a döntőben               | Eredmény |
| -------- | --- | -------------------- | ---------------------------------------------- | ---------- | -------------- | ----------------------------------- | -------- |
| Győztes  | 1.  | 2014. szeptember 27. | Ningbo International Tennis Open, Ningbo, Kína | Kemény     | Csang Suaj     | Irina Burjacsok Okszana Kalasnikova | 6-2, 6-1 |
| Győztes  | 2.  | 2014. november 3.    | OEC Taipei WTA Challenger, Tajpej, Tajvan      | Szőnyeg(f) | Csan Hao-csing | Csang Kaj-csen Csuang Csia-zsung    | 6–4, 6–3 |

## Eredményei Grand Slam-tornákon

### Egyéniben
| Grand Slam | Australian Open | Australian Open  | Roland Garros  | Roland Garros   | Wimbledon      | Wimbledon       | US Open        | US Open          |
| Év         | Eredmény        | Utolsó ellenfél  | Eredmény       | Utolsó ellenfél | Eredmény       | Utolsó ellenfél | Eredmény       | Utolsó ellenfél  |
| 2005       | –               | –                | –              | –               | –              | –               | 1. kör         | S. Williams      |
| 2006       | Selejtező (Q2)  | Selejtező (Q2)   | Selejtező (Q1) | Selejtező (Q1)  | 1. kör         | A. Molik        | 1. kör         | K. Flipkens      |
| 2007       | 1. kör          | A. Molik         | 1. kör         | J. Lihovceva    | 1. kör         | M. Sarapova     | 1. kör         | K. Knapp         |
| 2008       | 1. kör          | J. Craybas       | 1. kör         | C. Pironkova    | 1. kör         | Gy. Szafina     | 2. kör         | Bacsinszky T.    |
| 2009       | 2. kör          | D. Cibulková     | –              | –               | 1. kör         | M. Bartoli      | Selejtező (Q3) | Selejtező (Q3)   |
| 2010       | 1. kör          | K. Kanepi        | 1. kör         | J. Gajdošová    | 2. kör         | N. Petrova      | 3. kör         | C. Wozniacki     |
| 2011       | Selejtező (Q3)  | Selejtező (Q3)   | 3. kör         | M. Sarapova     | Selejtező (Q1) | Selejtező (Q1)  | 1. kör         | N. Petrova       |
| 2012       | –               | –                | 2. kör         | Sz. Kuznyecova  | Selejtező (Q1) | Selejtező (Q1)  | Selejtező (Q3) | Selejtező (Q3)   |
| 2013       | 2. kör          | Ana Ivanović     | –              | –               | –              | –               | Selejtező (Q2) | Selejtező (Q2)   |
| 2014       | 1. kör          | Christina McHale | –              | –               | –              | –               | 1. kör         | Jelena Vesznyina |
| 2015       | Selejtező (Q1)  | Selejtező (Q1)   | Selejtező (Q2) | Selejtező (Q2)  | –              | –               | Selejtező (Q2) | Selejtező (Q2)   |
| 2016       | –               | –                | –              | –               | –              | –               | –              | –                |

### Párosban
| Grand Slam | Australian Open                           | Australian Open                      | Roland Garros                                  | Roland Garros                        | Wimbledon                                 | Wimbledon                                  | US Open                                   | US Open                               |
| Év         | Eredmény Partner                          | Utolsó ellenfél                      | Eredmény Partner                               | Utolsó ellenfél                      | Eredmény Partner                          | Utolsó ellenfél                            | Eredmény Partner                          | Utolsó ellenfél                       |
| 2007       | Döntő Csuang Csia-zsung (Zhuang Jiarong)  | Cara Black L. Huber                  | Negyeddöntő Csuang Csia-zsung (Zhuang Jiarong) | A. Molik M. Santangelo               | 3. kör Csuang Csia-zsung (Zhuang Jiarong) | Peng Suaj (Peng Shuai) Jen Ce (Yan Zi)     | Döntő Csuang Csia-zsung (Zhuang Jiarong)  | N. Dechy Gy. Szafina                  |
| 2008       | 3. kör Csuang Csia-zsung (Zhuang Jiarong) | Janette Husárová Flavia Pennetta     | Negyeddöntő Csuang Csia-zsung (Zhuang Jiarong) | A. Medina Garrigues V. Ruano Pascual | 1. kör Csuang Csia-zsung (Zhuang Jiarong) | A. Amanmuradova Darja Kusztava             | 1. kör Csuang Csia-zsung (Zhuang Jiarong) | R. Kops-Jones A. Spears               |
| 2009       | 1. kör A. Pavljucsenkova                  | Iveta Benešová B. Záhlavová-Strýcová | –                                              | –                                    | 1. kör Szávay Ágnes                       | V. Dusevina T. Perebijnyisz                | 2. kör K. Srebotnik                       | S. Williams V. Williams               |
| 2010       | 3. kör M. Niculescu                       | L. Raymond R. Stubbs                 | 3. kör Cseng Csie (Zheng Jie)                  | M. Niculescu Sahar Peér              | 1. kör Cseng Csie (Zheng Jie)             | A. Amanmuradova K. Barrois                 | Elődöntő Cseng Csie (Zheng Jie)           | L. Huber N. Petrova                   |
| 2011       | 3. kör A. Radwańska                       | V. Azaranka M. Kirilenko             | 3. kör M. Niculescu                            | Vania King J. Svedova                | 2. kör M. Niculescu                       | Krumm Date K. Csang Suaj (Zhang Shuai)     | 1. kör A. Rodionova                       | A. Klepač A. Tatisvili                |
| 2012       | –                                         | –                                    | 3. kör Csan Hao-csing (Zhān Hàoqíng)           | J. Makarova J. Vesznyina             | 1. kör Csan Hao-csing (Zhān Hàoqíng)      | N. Llagostera Vives M. J. Martínez Sánchez | 1. kör Csan Hao-csing (Zhān Hàoqíng)      | N. Grandin V. Uhlířová                |
| 2013       | 1. kör Csan Hao-csing                     | Nuria Llagostera Vives Cseng Csie    | –                                              | –                                    | –                                         | –                                          | 1. kör Csan Hao-csing                     | A-L Grönefeld Květa Peschke           |
| 2014       | 1. kör Janette Husárová                   | Sahar Peér S Soler Espinosa          | 2. kör Csan Hao-csing (Zhān Hàoqíng)           | Liezel Huber Lisa Raymond            | 1. kör Csan Hao-csing (Zhān Hàoqíng)      | Alizé Cornet Caroline Garcia               | 2. kör Csan Hao-csing (Zhān Hàoqíng)      | Krumm Date K Barbora Strýcová         |
| 2015       | Döntő Cseng Csie                          | B Mattek-Sands Lucie Šafářová        | 3. kör Cseng Csie                              | S Soler Espinoza MT Toró Flor        | 1. kör Cseng Csie                         | J Gajdošová Ajla Tomljanović               | Negyeddöntő Csan Hao-csing                | Martina Hingis Szánija Mirza          |
| 2016       | Negyeddöntő Csan Hao-csing                | Andrea Hlaváčková Lucie Hradecká     | Negyeddöntő Csan Hao-csing                     | J Makarova J Vesznyina               | 2. kör Csan Hao-csing (Zhān Hàoqíng)      | Jelena Janković Aleksandra Krunić          | 2. kör Csan Hao-csing (Zhān Hàoqíng)      | A Kudrjavceva Sabine Lisicki          |
| 2017       | 1. kör Csan Hao-csing                     | Liang Csen Jang Csao-hszüan          | Elődöntő Martina Hingis                        | B Mattek-Sands Lucie Šafářová        | Negyeddöntő Martina Hingis                | A-L Grönefeld Květa Peschke                | Győzelem Martina Hingis                   | Lucie Hradecká Kateřina Siniaková     |
| 2018       | Negyeddöntő A Sestini Hlaváčková          | Babos Tímea Kristina Mladenovic      | 2. kör B Mattek Sands                          | Irina Bara Mihaela Buzărnescu        | 2. kör Peng Suaj                          | Alicja Rosolska Abigail Spears             | 2. kör Viktorija Azaranka                 | Raquel Atawo A-L Grönefeld            |
| 2019       | Negyeddöntő Csan Hao-csing                | Jennifer Brady Alison Riske          | 2. kör Csan Hao-csing                          | Darja Kaszatkina Anett Kontaveit     | 3. kör Csan Hao-csing                     | Elise Mertens A Szabalenka                 | 2. kör Csan Hao-csing                     | A Pavljucsenkova Anastasija Sevastova |
| 2020       | Elődöntő Csan Hao-csing                   | Babos Tímea Kristina Mladenovic      | –                                              | –                                    | elmaradt                                  | elmaradt                                   | –                                         | –                                     |
| 2021       | 1. kör Csan Hao-csing                     | Sharon Fichman Giuliana Olmos        | 3. kör Csan Hao-csing                          | Darija Jurak Andreja Klepač          | Negyeddöntő Csan Hao-csing                | Caroline Dolehide Storm Sanders            | –                                         | –                                     |
| 2022       | –                                         | –                                    | 3. kör Samantha Stosur                         | Maryna Zanevska K Zimmermann         | 1. kör Samantha Stosur                    | Aliona Bolsova Ingrid Neel                 | 1. kör Samantha Stosur                    | Miyu Kato Aldila Sutjiadi             |
| 2023       | 2. kör Alexa Guarachi                     | A Pavljucsenkova Jelena Ribakina     | Negyeddöntő Csan Hao-csing                     | Leylah Fernandez Taylor Townsend     | 2. kör Csan Hao-csing                     | Marie Bouzková S Sorribes Tormo            | 2. kör Jang Csao-hszüan                   | Karolína Plíšková Donna Vekić         |

## Év végi világranglista-helyezései
| Év     | 2004 | 2005 | 2006 | 2007 | 2008 | 2009 | 2010 | 2011 | 2012 | 2013 | 2014 | 2015 | 2016 | 2017 | 2018 | 2019 | 2020 | 2021 | 2022 |
| Egyéni | 489. | 219. | 96.  | 67.  | 68.  | 94.  | 109. | 132. | 106. | 248. | 212. | 406. | –    | –    | –    | –    | –    | –    | –    |
| Páros  | 373. | 148. | 119. | 8.   | 17.  | 52.  | 18.  | 42.  | 72.  | 98.  | 36.  | 7.   | 12.  | 1.   | 26.  | 15.  | 15.  | 32.  | 112. |

## Díjai, elismerései
- 2017: Az év párosa (WTA díj Martina Hingis párjaként)[6]